# Darío Autrán
Darío Autrán (Pontevedra, 24 de enero del 1987) es un escritor, actor, guionista y director gallego.

## Biografía
Con 16 años, Darío empieza a escribir sus primeras obras de teatro en Ferrol, donde se crio y cursó el bachillerato.
En 2009 crea su propia productora audiovisual llamada abismo caracol de la que actualmente sigue siendo propietario y con la que realiza la mayor parte de sus obras. En 2010 comienza el grado de trabajo social en la universidad De Santiago de Compostela y lo combina con sus estudios de técnico superior de animación sociocultural y de teatro en la escuela de teatro de Narón y en la escuela de teatro Espazo Aberto. En este momento comienza a desarrollar el guion de Tilda & Jean, película que estrenará en 2012 y lo llevará a darse a conocer.
En 2015 entra a formar parte del Foro Creadores como guionista hasta el 2016 cuando empieza los estudios de un Máster en realización y posproducción audiovisual. En diciembre de este año entra a formar parte del equipo de Zenit tv como guionista de la serie Fontealba.A partir de ahí trabajará como guionista en programas de TVG hasta que empieza a girar sus propios espectáculos teatrales y sus nuevas películas.

## Filmografía
- Orxo (2012)
- Tilda & Jean (2013)
- Vida, obra e morte (2018)
- Ixión (2018)
- El tercer Humanista (2018)
- Hydra (En proceso)
- Hábitat (En proceso)
- De mutis (En proceso)
- Llanto (En proceso)
- El cuarto de Mona (2021)
- El Tirabeque (2022)

## Televisión
- Nubes habitadas

## Teatro
- Salamandra (2009-2011)
- Malvís e fogo (2009-2011)
- O lugar (2009-2011)
- Relatos Negros (2019-Actualidad)
- Entelequias (2020-Actualidad)

## Cortometrajes
- Nidos de luz (2015)
- Efectos de Mayo (2016)
- Lecciones de la niebla (2017)

## Webseries
- Artemia (2014-2015)

## Libros
- Microrrelatos insomnes (2015)
- Normas de vuelo para aves de 27 colores (2018)

## Premios
- Artemia - finalista en el II festival español de webseries

- Nidos de luz - Mejor cortometraje Sueños de Cine de Madrid (nominado)

- Nidos de luz - Mejor cortometraje Festival de cine independiente de Arizona (nominado)

- Tilda & Jean - Mejor película para televisión premios Mestre Mateo 2014 (nominado)

- Tilda & Jean - Mejor película festival Cinelow i Directors emergents (nominado)

- Tilda & Jean - Mejor película cine novissimo (nominado)

- Tilda & Jean - Mejor película festival cine de autor internacional de Lugo (nominado)

- O lugar - Apertura de festival de Teatro con G en el Torrente Ballester de Ferrol (ganador)

- O lugar - Mejor escritor teatral gallego, premio Entre Nós (ganador)